# 香取貴大
かぴぃ（1999年6月13日 - ）は、日本のプロレスラー。

## 経歴

### デビュー前
- 2014年、中学3年生でイーグルプロレスの門を叩き、練習生となる。
- 先輩の井坂レオが高校生の時に配信していた｢高校生プロレス｣｢高校生プロレス プロキング｣というYoutube動画に＄TAKA＄として出演。

### デビュー後
2017年
- 12月17日　イーグルプロレス小山文化センター大会における対佐々木貴戦でデビュー[1]。
- 12月26日　プロレスリングFREEDOMS主催｢佐々木貴プロデュース プロレス戦国時代 群雄割拠其の二｣後楽園大会に出場[2]。

2018年
- 12月16日　イーグルプロレスの｢イーグル認定タッグ王座決定トーナメント｣(栃木・小山市文化センターホール)にパートナー・井坂レオと出場。1回戦はイーグルソルジャー＆北爪秀俊組と対戦し、北爪秀俊に香取貴大が勝利(10分35秒、変形回転十字固め)。準決勝は吉田和則＆近藤博之組と対戦し、吉田和則に井坂レオが勝利(10分32秒、変形回転エビ固め)。決勝戦はクラッシャー高橋＆大野翔士組と対戦。香取貴大が大野翔士に敗戦(16分53秒、寿氷ドライバーからの片エビ固め)し、敗退。

2021年
- 10月3日　「プロレスリングFREEDOMS旗揚げ12周年記念大会」（後楽園ホール）で「KING of FREEDOM WORLD TAG CHAMPIONSHIP」（王者：佐久田俊行＆植木嵩行組）に挑戦。18分28秒、植木嵩行にデスバレーボムon the動物用ケージからの片エビ固めで敗れる。パートナーはマンモス佐々木。

#### 2023年
- 1月3日　「HAPPY NEW FREEDOM 2023」(新木場1stRING)にて「KING of FREEDOM WORLD JUNIOR HEAVY WEIGT CHAMPIONSHIP」(王者：神威)に挑戦。14分18秒、イオマンテからの片エビ固めで敗れる。
- 1月15日　イーグルプロレス小山文化センター大会において、かねてより憧れの選手として名前を挙げていたTAJIRIと対戦[3]。グリーンミストに敗れるも、その戦いぶりから「プロレスラーというよりアーティスト」と称賛された[4]。試合後も「香取くん、大好きです！」とツイートされたりと非常に好印象を残したことがうかがえる結果となった[5]。
- 6月11日イーグルプロレス(小山文化センター)にて日本インディペンデントクルーザー級＆アメリカスクルーザー級選手権試合が組まれるが、王者の近藤博之に敗れる結果となった。
- 8月11日、FREEDOMS横浜武道館大会で、ドラゴン・リブレが熱望していた新日本プロレスの高橋ヒロムとの対戦に割り込む形で自ら対戦をアピールし、その結果ドラゴン・リブレ&香取貴大VS高橋ヒロム&高岩竜一が決定、対戦するも完敗[6]。
- 11月11日 天龍プロジェクト『第3回 龍魂杯』に初出場[7]。Bブロック(大阪・アゼリア大正大会)にて谷嵜なおきと対戦。10分7秒インプラントからのエビ固めで敗れ1回戦敗退となる。
- 11月23日「マジックボックス旗揚げ4周年記念興行」(秩父市文化体育センター)にて「MBPW認定無差別級」に挑戦。(王者：大谷譲二)16分35秒、大谷のフロッグスプラッシュが決め手となり敗れる。
- 12月25日FREEDOMS「Blood X'mas 2023」(後楽園ホール)にて「KING of FREEDOM WORLD TAG CHAMPIONSHIP」(王者：佐久田俊行＆最上九組)に挑戦。16分59秒、最上九にEX賦狼怒からの片エビ固めで敗れる。パートナーは藤田ミノル。

#### 2024年
- 3月22日 FREEDOMS「THE 下剋上 2024」(後楽園ホール)にて「KING of FREEDOM WORLD JUNIOR HEAVY WEIGT CHAMPIONSHIP」(王者：政岡純)に挑戦。17分55秒、ルナカルトからのエビ固めで勝利し、第3代王者となる。これがキャリア初のベルト戴冠となる。
- 5月2日 　FREEDOMS「We love FREEDOMS! We are FREEDOMS!2024」(後楽園ホール)にて「KING of FREEDOM WORLD JUNIOR HEAVY WEIGT CHAMPIONSHIP」(挑戦者 ガイア・ホックス）初の防衛戦に挑む。15分40秒、ルナカルトからの片エビ固めで勝利する。
- 6月8日 　FREEDOMS「勝利の輝き目指して 2024」(神奈川・ラジアントホール)にて「KING of FREEDOM WORLD JUNIOR HEAVY WEIGT CHAMPIONSHIP」(挑戦者 バラモンケイwithバラモンシュウ）2度目の防衛戦に挑む。12分47秒、ルナカルトからの片エビ固めで勝利する。
- ７月11日 　FREEDOMS「葛西純プロデュース興行 東京デスマッチカーニバル2024 Vol.1」(後楽園ホール)にて「KING of FREEDOM WORLD JUNIOR HEAVY WEIGT CHAMPIONSHIP」(挑戦者 アナルコ・モンターニャ）3度目の防衛戦に挑む。11分14秒、ルナカルトからの体固めで勝利する。
- 8月25日　「佐藤光留プロデュース興行 変態の逆襲」(神奈川・富士通スタジアム川崎)にて「インディペンデント・ワールド・世界ジュニアヘビー級選手権試合 エニウェアルール3Wayマッチ」に挑戦。(王者：佐藤光留、もう1人の挑戦者：前口太尊)壮絶な流しそうめんでの殴り合いや徒競走の末に26分28秒横入り式エビ固めで佐藤光留が勝利。王座獲得とはならなかった。
- 9月15日 　FREEDOMS「プロレスリングFREEDOMS旗揚げ15周年記念大会～自由人達の狂宴2024～」(神奈川・横浜武道館)にて「KING of FREEDOM WORLD JUNIOR HEAVY WEIGT CHAMPIONSHIP」(挑戦者 進祐哉）4度目の防衛戦に挑む。15分51秒、クロスフェイスロックによりギブアップ負けを喫し防衛に失敗。王座が移動する。
- 11月13日 FREEDOMS 「Go for it FREEDOMS!2024」(後楽園ホール)にて「KING of FREEDOM WORLD TAG CHAMPIONSHIP」にパートナー、平田智也と共に挑戦。(王者組：佐々木貴、YAMATO)16分56秒ギャラリアからの片エビ固めにより敗れる。
- 11月23日 練習生時代から数えると10年間所属したイーグルプロレスから12月22日の興行をもって退団することを発表。

#### 2025年
- 7月1日 本名の「香取貴大」から、かねてより愛称として使用していた「かぴぃ」をリングネームとして採用。改名した。

## 得意技
- ラビットスプラッシュ
- カタストロフィ(変型卍固め)
- チャイルドロック（変型十字架固め）
- バックドロップ
- 垂直落下式ブレーンバスター
- 青天の霹靂(ミッション・インポッシブル)
- アムニ―ジャ（変型直下式バスター）
- ルナカルト（ブレーンバスター式牛殺し）

## 入場曲
- weight of my pride ／ Pay money To my pain
- Hope ／ SHANK
- TEENAGE VIBE feat.Tohji ／ kZm
- Just Awake／Fear,and Loathing in Las Vegas
- BUG ME!／TORIENA (現在)
- Warrior Sound／The Qemists(井坂レオとのタッグ時に使用)
- Requiem／The Qemists(リル・クラーケンとのタッグ時に使用)

## エピソード
- プロレスラーの井坂レオとは幼馴染の関係であり、少年野球時代はバッテリーを組んでいた。
- 井坂レオ、リル・クラーケン、大野翔士と共に「チーム栃木」を結成している。
- 好きな食べ物はイチゴ
- 特技はあざとく生きること
- ピンクや水色のうさぎのぬいぐるみ、通称「細胞ちゃん」を使用して戦ったり、ガウンに装飾しているがビジネスパートナーである。
- 愛称の「かぴぃ」は下の名前の「たかひろ」から取ったものである。響きが自身の好きな芸能人である「かてぃ」と似ていることからも好んで使用している。
- 犬猫アレルギーのため爬虫類を飼育している。(レオパードゲッコーのレゴ、ボールパイソンのベル)